# Qadam
Qadam là một đô thị và một khu phố ở phía nam Damascus, Syria, do phía tây của Trại Yarmouk.

## Lịch sử
Trước khi đô thị hóa và nhập vào đô thị Damascus, al-Qadam là một ngôi làng trên con đường caravan Hajj có tên al-Qadam al-Sharif (Bàn chân cao quý). Nó được đặt theo tên một hòn đá có nguồn gốc từ Bosra, là nơi truyền thống lưu giữ dấu ấn bên trái của nhà tiên tri Hồi giáo Muhammad khi ông đến thăm thành phố. Hòn đá đã được di dời từ Bosra đến một nhà thờ Hồi giáo ở al-Qadam.